# Hugo Blaschke
Pour les articles homonymes, voir Blaschke.
Hugo Blaschke, né le 14 novembre 1881 à Neustadt in Westpreußen en Prusse-Occidentale et mort le 6 décembre 1959 à  Nuremberg en Allemagne, était un général SS et chirurgien dentiste allemand, connu pour avoir été le dentiste personnel d’Adolf Hitler de 1933 à avril 1945. Il occupa en outre de hautes fonctions au sein de l’appareil sanitaire du IIIe Reich.

## Biographie
Blaschke commence ses études à Berlin, puis, en 1907, part étudier la médecine aux États-Unis, à l'Université de Pennsylvanie. Une fois diplômé et jusqu'en 1911, il poursuit son apprentissage à Londres. Cette même année, il ouvre son premier cabinet dentaire à Berlin.
Quand éclate la Première Guerre mondiale, Blaschke est affecté à un régiment d'artillerie. Il y sert comme médecin de campagne d'août à décembre 1914. En 1915, il est envoyé à Francfort, puis la même année à Berlin, où il sert jusqu'en 1918. Pour ses services, il est décoré de la Croix du Mérite de Deuxième Classe avec épées, de la Croix du Mérite de Première Classe et de la Croix d'Honneur pour les Combattants.
La guerre terminée, Blaschke se réinstalle comme dentiste à Berlin, sur la Kurfürstendamm, une avenue luxueuse de la capitale allemande. En 1930, il fait la connaissance d'Hermann Goering, un de ses patients. Ce sont ses premiers contacts avec le NSDAP, le parti d'Adolf Hitler.
Séduit par les idées que véhiculent le NSDAP et son charismatique leader, il adhère au parti sous le numéro 452082, le 1er février 1931. Au mois de mars, il rejoint les SA. En 1933, sur recommandation de Goering, il devient le dentiste attitré des hauts dirigeants nazis, dont Heinrich Himmler, Adolf Hitler et sa compagne, Eva Braun. Il restera le dentiste personnel du Führer jusqu'à la fin de la guerre.
Le 2 mai 1935, il entre dans la SS, sous le numéro 256 882, avec le grade de SS Stumbannführer. Il se marie le 1er juillet 1935. Le 20 avril 1937, il est promu au grade de Obersturmbannführer au sein de l'état-major de Himmler. Le 20 avril 1939, il accède au grade de SS Standartenführer au SS-HA.
Durant la Seconde Guerre mondiale, le 1er janvier 1941, il entre dans la Waffen-SS, au rang de Standartenführer en tant que chef de section sanitaire. Le 20 avril de la même année, il est promu au grade de Oberführer au sein de l'Allgemeine-SS à l'état-major du service général du personnel.  Le 25 juin 1943, Hitler lui décerne le titre de Professeur Honoraire.
À la chute de Berlin, en mai 1945, Blaschke est arrêté par les troupes américaines. Il est interrogé dans l'espoir qu'il livre des informations concernant les soins dentaires prodigués à Adolf Hitler, dont le corps présumé vient d'être découvert par l'armée soviétique. Lors de son interrogatoire, Blashke évoque notamment un bridge posé au niveau de la dentition supérieure d'Hitler en 1933, installation qu'il dut couper en partie le 10 novembre 1944, à la suite d'une infection qui provoqua de fortes douleurs dentaires chez le Führer.
Du côté soviétique, l'heure est à l'identification du corps calciné, retrouvé à proximité du führerbunker. Le SMERSH, une unité des services secrets soviétiques chargée de retrouver Hitler, cherche à prouver que le corps exhumé est bien celui du dictateur nazi. Pour y parvenir, l'identification de la dentition est nécessaire. Mais les archives dentaires sont introuvables, Martin Bormann les ayant détruites en 1943 dans l'hypothèse de couvrir un jour la fuite du führer. Ne détenant pas Blashke, les soviétiques se mettent à la recherche de ses collaborateurs : son assistante et son technicien-prothésiste.
Arrêtées peu de temps après, Käthe Heusermann, l'assistante de Blashke, et Fritz Echtmann, son prothésiste, livrent des détails qui confortent les russes sur l'identité du corps. Blaschke a également reconstruit les enregistrements dentaires de Martin Bormann à partir de sa mémoire. Ceux-ci ont été utilisés postérieurement pour identifier son squelette, retrouvé à Berlin en 1972.
Condamné pour crimes de guerre et pour crimes contre l'humanité, Hugo Blaschke est condamné à dix ans de détention et est interné par l'armée américaine. Il ne purge qu'une petite partie de sa peine, du mois de juin 1946 au 7 décembre 1948. À sa libération, il est employé comme dentiste à Nuremberg. Il y meurt le 6 décembre 1959, à l'âge de 78 ans.